# 만경로 (인천)
만경로(Mangyeong-ro)는 인천광역시 남동구 만수동에 있는 도로로, 총 연장은 390m이다. 도로의 명칭이 유래된 것은 만경들이라는 옛 지명을 인용하여 제명하였다.

## 역사
- 2009년 11월 16일 : 도로명으로 만경로를 고시

## 주요 경유지
- 남동구
  - 만수5동

## 접촉하는 도로
- 백범로 (국도 제42호선)
- 구월로

## 주요 건물 및 시설
- 동남하이츠빌라 (만경로 4/만수동 887-13)
- 만수빌딩 (만경로 6/만수동 887-25)
- 진양빌딩 (만경로 9/만수동 890-47)
- 라이프빌라 (만경로 19/만수동 892-44)
- 성광빌라 (만경로 20/만수동 877-2)
- 삼미빌라 (만경로 22/만수동 877-1)
- 경제빌딩 (만경로 29/만수동 893-5)
- 뉴월드타운 (만경로 30/만수동 876-11)
- 미림빌라 (만경로 31/만수동 893-4)